# جوزيف بريستو
جوزيف بريستو (بالإنجليزية: Joseph Bristow)‏ هو فقيه لغة بريطاني، ولد في 16 أكتوبر 1958 في المملكة المتحدة.

## وصلات خارجية
- جوزيف بريستو على موقع الموسوعة البريطانية (الإنجليزية)